# 小行星10185
小行星10185（10185 Gaudi）是一颗绕太阳运转的小行星，为主小行星带小行星。该小行星于1996年4月18日发现。

## 轨道参数
小行星10185的轨道半长轴为2.5971544 UA，离心率为0.217。